# Dmitri Anatoljewitsch Pestunow
Dmitri Anatoljewitsch Pestunow (russisch Дмитрий Анатольевич Пестунов; * 22. Januar 1985 in Ust-Kamenogorsk, Kasachische SSR) ist ein russisch-kasachischer Eishockeyspieler, der seit August 2018 bei CS Progym Gheorgheni unter Vertrag steht.

## Karriere
Dmitri Pestunow begann seine Karriere als Eishockeyspieler in seiner Heimatstadt in der Nachwuchsabteilung von Torpedo Ust-Kamenogorsk. Von dort wechselte er zum russischen Verein HK Metallurg Magnitogorsk, für dessen Profimannschaft der Center in der Saison 2002/03 sein Debüt in der Superliga gab. In seinem Rookiejahr erzielte er in 32 Spielen vier Tore. Im folgenden Jahr scheiterte er mit seiner Mannschaft erst im Playoff-Finale um den Meistertitel am HK Awangard Omsk. Die Saison 2004/05 begann er erneut bei Metallurg Magnitogorsk, beendete sie jedoch beim Hauptstadtklub HK Spartak Moskau, für den er in zwölf Spielen ein Tor erzielte und eine Vorlage gab.
Im Sommer 2005 kehrte Pestunow zum HK Metallurg Magnitogorsk zurück, mit dem er später im Jahr den Spengler Cup gewann. In der Saison 2006/07 wurde der ehemalige Junioren-Nationalspieler mit dem HK Metallurg erstmals in seiner Laufbahn Russischer Meister. Im Anschluss an diesen Erfolg schloss er sich ein Jahr lang seinem Ex-Klub Spartak Moskau an. Von 2008 bis 2010 spielte der Russe mit kasachischem Pass für den HK Awangard Omsk in der neu gegründeten Kontinentalen Hockey-Liga, ehe er zur Saison 2010/11 einen Vertrag beim HK Traktor Tscheljabinsk unterschrieb. Nach sechs Toren und elf Vorlagen in 43 Spielen wechselte er im Januar 2011 innerhalb der KHL zum OHK Dynamo. Mit dem OHK Dynamo respektive HK Dynamo Moskau gewann er 2012 und 2013 den Gagarin-Pokal und somit erneut die russische Meisterschaft.
Im Oktober 2014 wurde Pestunow gegen Zahlung einer finanziellen Kompensation an den HK Traktor Tscheljabinsk abgegeben.

### International
Für Russland nahm Pestunow an der U18-Junioren-Weltmeisterschaft 2003, sowie den U20-Junioren-Weltmeisterschaften 2003, 2004 und 2005 teil. 2003 gewann er mit der U18-Nationalmannschaft die Bronze-, mit der U20-Nationalmannschaft die Goldmedaille. Bei der U20-WM 2005 wurde er mit seiner Mannschaft Vizeweltmeister.

## Erfolge und Auszeichnungen
- 2004 Russischer Vizemeister mit dem HK Metallurg Magnitogorsk
- 2005 Spengler-Cup-Gewinn mit dem HK Metallurg Magnitogorsk
- 2007 Russischer Meister mit dem HK Metallurg Magnitogorsk
- 2012 Gagarin-Pokal-Gewinn mit dem OHK Dynamo
- 2013 Gagarin-Pokal-Gewinn mit dem HK Dynamo Moskau

### International
- 2003 Bronzemedaille bei der U18-Junioren-Weltmeisterschaft
- 2003 Goldmedaille bei der U20-Junioren-Weltmeisterschaft
- 2005 Silbermedaille bei der U20-Junioren-Weltmeisterschaft

## Statistik
(Stand: Ende der Saison 2010/11)